# Jānis Sprukts
Jānis Sprukts (ur. 31 stycznia 1982 w Rydze) – łotewski hokeista, reprezentant Łotwy, dwukrotny olimpijczyk.

## Kariera
- Essamika/Juniors (1999)
- Lukko U20 (1999-2001)
- Lukko (2000-2001)
- Acadie-Bathurst Titan (2001-2003)
  -  Sport (2002-2003)
- ASK/Ogre (2003-2004)
- Odense (2004)
- HK Riga 2000 (2004-2005)
- HPK (2005-2006)
- Rochester Americans (2006-2007)
  -  Florida Panthers (2006-2007)
- Lukko (2007-2008)
- Rochester Americans (2008-2009)
  -  Florida Panthers (2008-2009)
- Dinamo Ryga (2009-2012)
- CSKA Moskwa (2012-2013)
- Łokomotiw Jarosław (2013-2014)
- Fribourg-Gottéron (2015)
- HC Red Ice (2015)
- MHC Martin (2016)
- Ritten Sport (2016-2017)
- HK Kurbads (2017-2020)
- Limburg Eaters Geleen (2020-)

Wychowanek klubu HK Prizma Ryga. Od maja 2012 zawodnik CSKA Moskwa, podpisał dwuletni kontrakt. Klub rozwiązał z nim umowę w połowie 2013. Od października 2013 zawodnik Łokomotiwu Jarosław. Zwolniony pod koniec listopada 2014. Od stycznia 2015 zawodnik Fribourg-Gottéron. Od stycznia 2016 zawodnik słowackiego klubu MHC Martin (wraz z nim jego rodak Mārtiņš Cipulis). Od grudnia 2016 zawodnik włoskiego klubu Ritten Sport. Od października 2017 zawodnik HK Kurbads. We wrześniu 2020 został zawodnikiem holenderskiej drużyny Limburg Eaters Geleen.
Uczestniczył w turniejach mistrzostw świata w 2003, 2005, 2006, 2007, 2008, 2009, 2010, 2012, 2013, 2015, 2017 oraz zimowych igrzysk olimpijskich 2010, 2014.

## Sukcesy
Klubowe

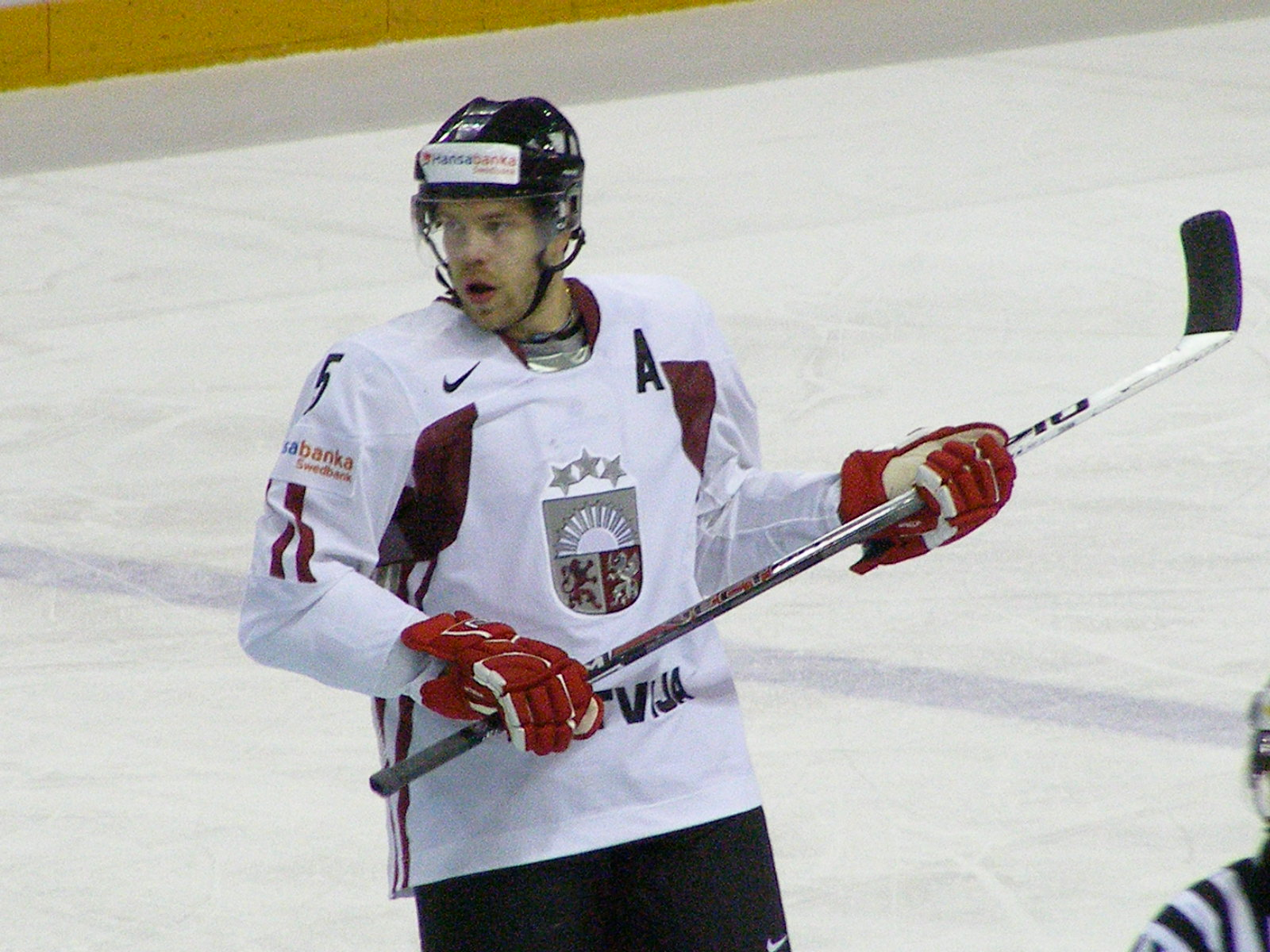
Jānis Sprukts w barwach Łotwy (2008)

- Trophée Jean Rougeau: 2002 z Titan d'Acadie-Bathurst
- Brązowy medal mistrzostw Danii: 2004 z Odense
- Złoty medal mistrzostw Łotwy: 2005 z HK Riga 2000
- Złoty medal mistrzostw Finlandii: 2006 z HPK
- Brązowy medal mistrzostw Rosji: 2014 z Łokomotiwem Jarosław
- Złoty medal mistrzostw Włoch: 2017 z Ritten Sport
- Złoty medal Alps Hockey League: 2017 z Ritten Sport